# Storm (album)
Storm je šesti studijski album norveškog gothic metal-sastava Theatre of Tragedy. Album je 24. ožujka 2006. godine objavila diskografska kuća AFM Records.

## O albumu
Ovo je prvi album grupe na kojem je nastupala pjevačica Nell Sigland. Pjesma "Storm" bila je objavljena kao jedini singl s albuma. Storm označava djelomični povratak stilu gothic metala, iako je glazba svjetlija i optimističnija od one na prijašnjim albumima te se grupa i dalje koristi tekstovima pisanim modernim engleskim jezikom, dok su sve do albuma Aégis bili prisutni tekstovi pisani arhaičnim engleskim. Kako bi podržao album, sastav je nakon objave albuma otišao na europsku turneju.
Naslovnicu albuma dizajnirao je Thomas Ewerhard koji je također izradio i naslovnice za albume Assembly i Forever Is the World.
Pjesma "Senseless" izvorno je nosila naziv "Seven" jer je bila skladana u sedmočetvrtinskoj mjeri te jer se nalazi na sedmom mjestu na albumu.

## Popis pjesama
| 1.    | »Storm«            | 3:46 |
| 2.    | »Silence«          | 3:45 |
| 3.    | »Ashes and Dreams« | 4:03 |
| 4.    | »Voices«           | 3:29 |
| 5.    | »Fade«             | 5:57 |
| 6.    | »Begin and End«    | 4:28 |
| 7.    | »Senseless«        | 4:32 |
| 8.    | »Exile«            | 4:00 |
| 9.    | »Disintegration«   | 4:46 |
| 10.   | »Debris«           | 5:04 |
| 43:50 |                    |      |

| Popis pjesama s digipak inačice | Popis pjesama s digipak inačice           | Popis pjesama s digipak inačice | Popis pjesama s digipak inačice | Popis pjesama s digipak inačice | Popis pjesama s digipak inačice | Popis pjesama s digipak inačice | Popis pjesama s digipak inačice | Popis pjesama s digipak inačice | Popis pjesama s digipak inačice |
| Br.                             | Skladba                                   | Trajanje                        |                                 |                                 |                                 |                                 |                                 |                                 |                                 |
| ------------------------------- | ----------------------------------------- | ------------------------------- | ------------------------------- | ------------------------------- | ------------------------------- | ------------------------------- | ------------------------------- | ------------------------------- | ------------------------------- |
| 1.                              | »Storm«                                   | 3:46                            |                                 |                                 |                                 |                                 |                                 |                                 |                                 |
| 2.                              | »Silence«                                 | 3:45                            |                                 |                                 |                                 |                                 |                                 |                                 |                                 |
| 3.                              | »Ashes and Dreams«                        | 4:03                            |                                 |                                 |                                 |                                 |                                 |                                 |                                 |
| 4.                              | »Voices«                                  | 3:29                            |                                 |                                 |                                 |                                 |                                 |                                 |                                 |
| 5.                              | »Fade«                                    | 5:57                            |                                 |                                 |                                 |                                 |                                 |                                 |                                 |
| 6.                              | »Begin and End«                           | 4:28                            |                                 |                                 |                                 |                                 |                                 |                                 |                                 |
| 7.                              | »Highlights« (Bonus pjesma)               | 4:01                            |                                 |                                 |                                 |                                 |                                 |                                 |                                 |
| 8.                              | »Senseless«                               | 4:32                            |                                 |                                 |                                 |                                 |                                 |                                 |                                 |
| 9.                              | »Exile«                                   | 4:00                            |                                 |                                 |                                 |                                 |                                 |                                 |                                 |
| 10.                             | »Disintegration«                          | 4:46                            |                                 |                                 |                                 |                                 |                                 |                                 |                                 |
| 11.                             | »Debris«                                  | 5:04                            |                                 |                                 |                                 |                                 |                                 |                                 |                                 |
| 12.                             | »Beauty in Deconstruction« (Bonus pjesma) | 4:11                            |                                 |                                 |                                 |                                 |                                 |                                 |                                 |
| 13.                             | »Storm (Tornado mix)« (Bonus pjesma)      | 5:26                            |                                 |                                 |                                 |                                 |                                 |                                 |                                 |
| 57:28                           |                                           |                                 |                                 |                                 |                                 |                                 |                                 |                                 |                                 |

## Osoblje
| Theatre of Tragedy - Raymond Istvàn Rohonyi — vokali - Nell Sigland — vokali - Vegard K. Thorsen — gitara - Frank Claussen — gitara - Lorentz Aspen — klavir, klavijature - Hein Frode Hansen — bubnjevi Dodatni glazbenici - Sareeta — violina - Magnus Westgaard — bas-gitara | Ostalo osoblje - Greg Reely — miksanje, mastering - Thomas Ewerhard — naslovnica, ilustracije - Rico Darum — produkcija, inženjer zvuka, uređivanje - Peter Keller — dodatni aranžman i produkcija (na pjesmi 1) - Børge Finstad — inženjer zvuka - Emile M. Ashley — fotografija |